# Open Novotel Perrier
Het Open Novotel Perrier was een golftoernooi dat van 1994 t/m 1998 deel uitmaakte van de Europese PGA Tour maar niet meetelde voor de Order of Merit. Het werd gespeeld door landenteams van twee spelers, die fourball, foursome en greensome speelden.
Landen mochten meer dan één team laten spelen.

## Winnaars
| Jaar                     | Baan                     | Landenteam                                   | Score                    |
| Tournoi Perrier de Paris | Tournoi Perrier de Paris | Tournoi Perrier de Paris                     | Tournoi Perrier de Paris |
| ------------------------ | ------------------------ | -------------------------------------------- | ------------------------ |
| 1994                     | Golf de Saint-Cloud      | Peter Baker en David J Russell               | 260                      |
| 1995                     | Golf de Saint-Cloud      | Severiano Ballesteros en José María Olazabal | 256                      |
| Open Novotel Perrier     |                          |                                              |                          |
| 1996                     | Golf du Médoc            | Steven Bottomley en Jonathan Lomas           | 322                      |
| 1997                     | Golf du Médoc            | Anders Forsbrand en Michael Jonzon           | 343                      |
| 1998                     | Golf du Médoc            | Olle Karlsson en Jarmo Sandelin              | 329                      |

Tijdens het Perrier Open in 1994 vroor het nog toen het eerste paar zaterdag startte: Ballesteros en Olazábal. Er waren slechts 28 toeschouwers.
De dag ervoor werd in de Verenigde Staten het nieuws bekendgemaakt dat de  Presidents Cup zou worden gestart, waarbij Amerika tegen de rest van de wereld speelt en waarbij de spelers het prijzengeld aan een liefdadig doel schenken. De eerste editie hiervan vond nog in 1994 plaats.